# 't Is voorbij
't Is voorbij is een single van de Nederlandse zanger André Hazes uit 1987. Het stond in hetzelfde jaar als zesde track op het album Jij bent alles, waar het de derde single van was, na Jij bent alles en Een keer in m'n leven.

## Achtergrond
't Is voorbij is geschreven door Dino Fekaris, Freddie Perren en André Hazes en geproduceerd door Tim Griek. Het is een Nederlandstalige bewerking van I Will Survive van Gloria Gaynor uit 1978. Het disco-/levenspopnummer gaat over het einde van een relatie. De B-kant van de single was Als jij maar bij me bent, geschreven door Hazes en de leden van Cat Music (Aart Mol, Erwin van Prehn, Geertjan Hessing, Cees Bergman en Elmer Veerhoff) en als elfde track op hetzelfde album te vinden. 

## Hitnoteringen
De zanger had bescheiden succes met het lied. De piekpositie in de Nationale Hitparade was de 61e plaats. Het stond zeven weken in deze hitlijst. Er was geen notering in de Top 40, maar het kwam tot de 19e plaats van de Tipparade.